# NGC 5633
NGC 5633 (другие обозначения — UGC 9271, MCG 8-26-34, ZWG 247.30, KARA 631, 1ZW 89, IRAS14255+4622, PGC 51620) — спиральная галактика (Sb) в созвездии Волопас.
Этот объект входит в число перечисленных в оригинальной редакции «Нового общего каталога».